# Géneros de codorniz

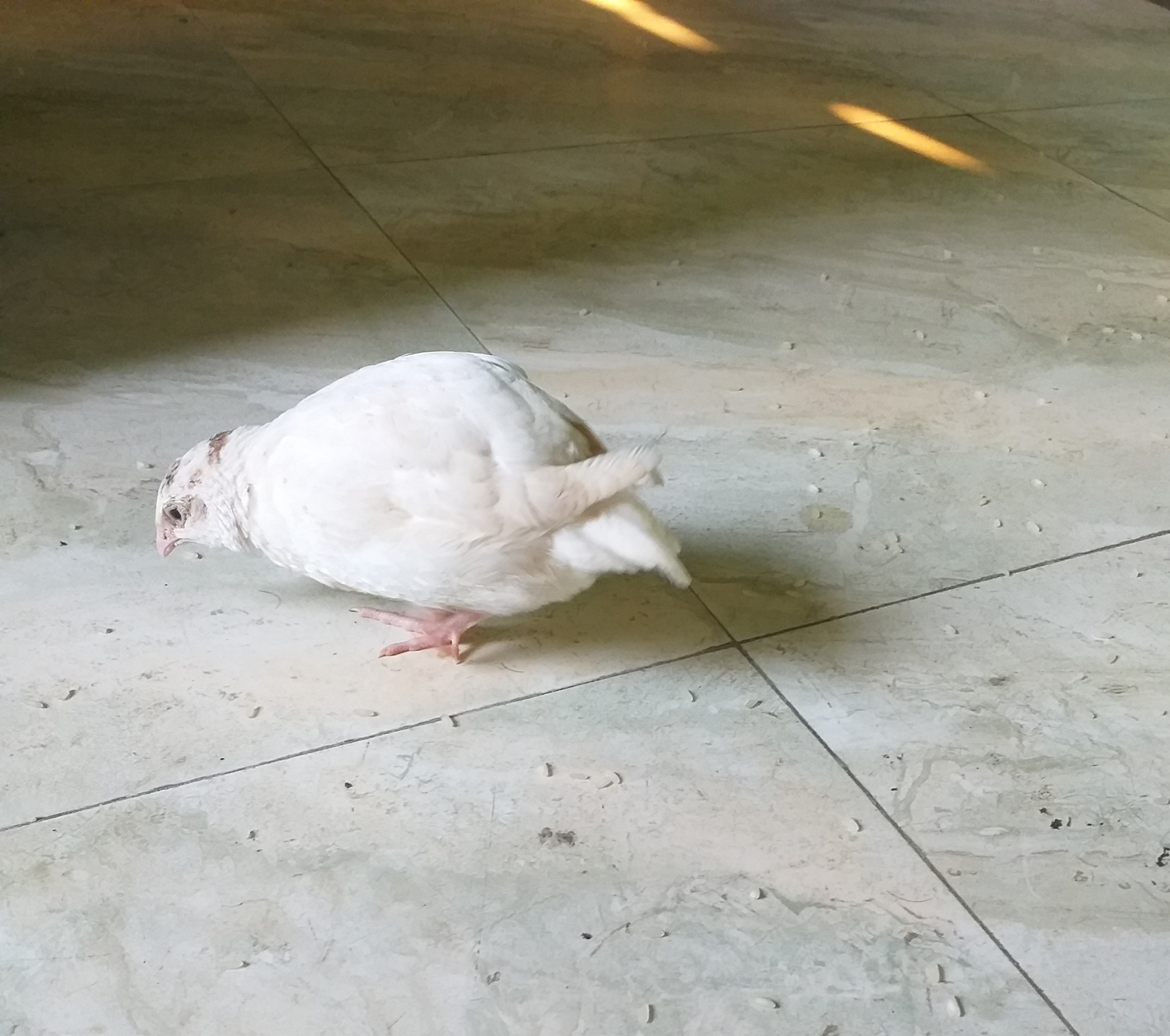
Codorniz en Shankipara, Mymensingh, Bangladesh

Codorniz es el nombre colectivo de varios géneros de aves de tamaño medio, generalmente del orden Galliformes. El nombre colectivo de un grupo de codornices es bandada, bandada de codornices o grupo de codornices.
Las codornices del Viejo Mundo pertenecen a la familia Phasianidae y las del Nuevo Mundo a la familia Odontophoridae. Las especies de codorniz botonera reciben su nombre por su parecido superficial con la codorniz, y forman la familia Turnicidae del orden Charadriiformes. La codorniz china, una codorniz del Viejo Mundo, se vende a menudo en el comercio de animales de compañía, y en este comercio se la suele llamar, aunque erróneamente, «codorniz botón». Muchas de las especies comunes de mayor tamaño se crían en granjas para alimento de mesa o consumo de huevos, y se cazan en granjas cinegéticas o en libertad, donde pueden liberarse para complementar la población silvestre o extenderse a zonas fuera de su área de distribución natural. En 2007, se produjeron 40 millones de codornices en Estados Unidos.

## Nuevo Mundo
- Género Callipepla
  - Codorniz escamada, (comúnmente llamada codorniz azul) Callipepla squamata
  - Codorniz elegante, Callipepla douglasii
  - Codorniz de California, Callipepla californica
  - Codorniz de Gambel, Callipepla gambelii

- Género Cyrtonyx
  - Codorniz de Moctezuma, Cyrtonyx montezumae
  - Codorniz ocelada, Cyrtonyx ocellatus

- Género Dactylortyx
  - Codorniz cantora, Dactylortyx thoracicus

- Género Philortyx
  - Codorniz listada, Philortyx fasciatus

- Género Colinus
  - Codorniz de Virginia, Colinus virginianus
  - Codorniz de garganda negra, Colinus nigrogularis
  - Codorniz manchada, Colinus leucopogon
  - Codorniz crestada, Colinus cristatus

- Género Odontophorus
  - Codorniz carirroja, Odontophorus gujanensis
  - Corcovado urú, Odontophorus capueira
  - Corcovado orejinegro, Odontophorus melanotis
  - Codorniz orejinegra, Odontophorus erythrops
  - Corcovado común , Odontophorus atrifrons
  - Corcovado castaño, Odontophorus hyperythrus
  - Corcovado dorsioscuro, Odontophorus melanonotus
  - Corcovado pechirrufo, Odontophorus speciosus
  - Codorniz de Tacarcuna, Odontophorus dialeucos
  - Corcovado gorgiblanco, Odontophorus strophium
  - Codorniz de Venezuela, Odontophorus columbianus
  - Corcovado pechinegro, Odontophorus leucolaemus
  - Corcovado enmascarado, Odontophorus balliviani
  - Corcovado estrellado, Odontophorus stellatus
  - Codorniz bolonchaco, Odontophorus guttatus

- Género Oreortyx
  - Codorniz picta, Oreortyx pictus

- Género Rhynchortyx
  - Colín carirrufo, Rhynchortyx cinctus

## Viejo Mundo
- Género Coturnix
  - Codorniz común (también llamada codorniz faraona, bíblica, europea o del Nilo), Coturnix coturnix[4]
  - Codorniz japonesa, Coturnix japonica
  - Codorniz pectoral, Coturnix pectoralis
  - Codorniz de Nueva Zelanda, Coturnix novaezelandiae (extinta)
  - Codorniz coromandélica, Coturnix coromandelica
  - Codorniz arlequín, Coturnix delegorguei
  - Codorniz canaria, Coturnix gomerae (fósil)

- Género Synoicus
  - Codorniz tasmana, Synoicus ypsilophorus
  - Codorniz azul africana, Synoicus adansonii
  - Codorniz china, Synoicus chinensis
  - Codorniz Papúa, Synoicus monorthonyx

- Género Perdicula
  - Perdicilla golirroja, Perdicula asiatica
  - Perdicilla argundá, Perdicula argoondah
  - Perdicilla piquirroja, Perdicula erythrorhyncha
  - Perdicilla de Manipur, Perdicula manipurensis

- Género Ophrysia
  - Codorniz de los Himalayas, Ophrysia superciliosa (en peligro crítico/extinta)

## La codorniz como alimento
Las codornices que se han alimentado de conium (por ejemplo, durante la migración) pueden sufrir lesiones renales agudas debido a la acumulación de sustancias tóxicas de la cicuta en la carne; este problema se conoce como «coturnismo».